# Dominik Steczyk
Dominik Steczyk, né le 4 mai 1999 à Katowice en Pologne, est un footballeur polonais qui évolue au poste de avant-centre au SC Verl.

## Biographie

### En club
Né à Katowice en Pologne, Dominik Steczyk est formé par le club de sa ville natale, le GKS Katowice. Il poursuit sa formation en Allemagne, au VfL Bochum, puis au FC Nuremberg. Il ne fait toutefois aucune apparition avec l'équipe première.
En juillet 2019, Dominik Steczyk est prêté au Piast Gliwice. Il joue son premier match en professionnel avec ce club, lors d'une rencontre de Ligue Europa, face au Riga FC, le 25 juillet 2019. Il entre en jeu lors de cette rencontre gagnée par son équipe (3-2).
Le 27 juillet 2020, son prêt est prolongé d'une saison de plus.
Le 29 avril 2021, le Piast Gliwice lève l'option d'achat du joueur, qui rejoindra de manière permanente le club à la fin de son prêt à l'été 2021. Il signe un contrat courant jusqu'en juin 2023.
Le 23 février 2022, Dominik Steczyk est prêté au Stal Mielec jusqu'à la fin de la saison. Le prêt comprend une option d'achat.
Le 25 août 2022, Dominik Steczyk rejoint librement le Hallescher FC, en troisième division allemande. Il signe un contrat de deux ans, soit jusqu'en juin 2024.
Lors de l'été 2024, Dominik Steczyk rejoint le SC Verl. Le transfert est annoncé le 17 juin 2024 et il signe un contrat de deux ans, soit jusqu'en juin 2026.

### En sélection
Dominik Steczyk est sélectionné avec l'équipe de Pologne des moins de 20 ans pour participer à la coupe du monde des moins de 20 ans en 2019. Lors de ce tournoi organisé dans son pays natal, Steczyk est l'avant-centre titulaire de la sélection, et joue tous les matchs de son équipe, dont trois comme titulaire. Il se fait remarquer face à Tahiti, en inscrivant un doublé et en délivrant une passe décisive, contribuant ainsi à la large victoire de son équipe (5-0). Les jeunes polonais sont cependant éliminés en huitièmes de finale par l'Italie (1-0).